# Exciter
 Exciter  — десятий студійний альбом британського гурту Depeche Mode, що вийшов 14 травня 2001 року. На підтримку альбому гурт вирушив у світове турне під назвою Exciter Tour, що стало одним з найуспішніших в кар'єрі Depeche Mode.

## Про альбом
Exciter був спродюсував Марком Беллом, який відомий своєю роботою з Бйорк і гуртом LFO. Музичні критики відзначили досить незвичайне для гурту експериментальне звучання композицій. У порівнянні з іншими альбомами колективу, в Exciter використано більше клавішних інструментів, які надали альбому мінімалістичний, цифровий звук.
На альбомі є кілька пісень, які стали клубними хітами, наприклад «Dream On» і «I Feel Loved». Композиція «Freelove» стала однією з найпопулярніших пісень Depeche Mode, але не у версії, представленій на Exciter, а в реміксі Flood. Трек «Goodnight Lovers» виконаний в незвичайній для Depeche Mode манері колискової пісні.
2 жовтня 2007 (3 жовтня у Північній Америці) відбулося перевидання альбому. Воно включало в себе два диска: перший диск формату SACD/CD (CD тільки у США) містив всі композиції Exciter, що пройшли ремастеринг; другий диск DVD  містив бі-сайди, композицію «Freelove (Flood Mix)», аудіо-версії пісень концертного відеоальбому One Night in Paris і документальний фільм «Depeche Mode 1999—2001 (Presenting the intimate and delicate side of Depeche Mode)», що розповідає про процес створення альбому.
Реакція критиків на альбом була неоднозначною. Exciter отримав досить позитивні рецензії від журналів NME, Rolling Stone і LA Weekly , але більшість інших, включаючи Q, PopMatters і Pitchfork Media відзначали, що альбому бракує глибини, натхнення і блиску.

## Трек-лист
1. Dream On — 4:19
2. Shine — 5:32
3. The Sweetest Condition — 3:42
4. When the Body Speaks — 6:01
5. The Dead of Night — 4:50
6. Lovetheme — 2:02
7. Freelove — 6:10
8. Comatose — 3:24
9. I Feel Loved — 4:20
10. Breathe — 5:17
11. Easy Tiger — 2:05
12. I Am You — 5:10
13. Goodnight Lovers — 3:48

Усі пісні написані Мартіном Гором, який також співає пісні «Comatose» і «Breathe». Решту пісень співає Дейв Ґаан. «Lovetheme» і «Easy Tiger» — інструментальні композиції.

## Особовий склад

### Depeche Mode
- Дейв Гаан — основний вокал, просування
- Мартін Гор — гітара, акустична гітара (Dream On), хор, основний вокал (Comatose, Breathe), просування
- Ендрю Флетчер — просування

### Інші учасники
- Mark Bell — продюсер, синтезатори, драм-машина
- Gareth Jones — звукорежисер, продюсер, пре-продюсер
- Paul Freegard — продюсер, пре-продюсер
- Christian Eigner — ударна установка (I Am You)
- Knox Chandler — віолончель (When the Body Speaks)
- Airto Moreira — ударні (Freelove, I Feel Loved)
- Todd C. Reynols — смичкові (When the Body Speaks)
- Joyce Hammann — смичкові (When the Body Speaks)
- Natalie Cenovia Cummins — смичкові (When the Body Speaks)
- Ralph H. Harris — смичкові (When the Body Speaks)
- Leo Grinhauz — смичкові (When the Body Speaks)
- Антон Корбейн — фотографія, обкладинка
- Jonathan Kessler — менеджмент
- Mike Marsh — мастеринг
- Steve Fitzmaurice — зведення звуку
- Jonathan Adler, Boris Aldridge, Lisa Butterworth, Andrew Davies, Andrew Griffiths, Alissa Myhovwich, Nick Sevilla — помічники звукорежисера

## Чарти
| Чарт (2001)                                        | Найвища позиція |
| -------------------------------------------------- | --------------- |
| Австралія Australian Albums (ARIA)                 | 20              |
| Австрія Austrian Albums (Ö3 Austria)               | 2               |
| Бельгія Belgian Albums (Ultratop Flanders)         | 5               |
| Бельгія Belgian Albums (Ultratop Wallonia)         | 1               |
| Канада Canadian Albums (Billboard)                 | 3               |
| Czech Albums (ČNS IFPI)                            | 1               |
| Данія Danish Albums (Hitlisten)                    | 3               |
| Нідерланди Dutch Albums (MegaCharts)               | 15              |
| European Albums (Music & Media)                    | 2               |
| Фінляндія Finnish Albums (Suomen virallinen lista) | 2               |
| Франція French Albums (SNEP)                       | 1               |
| Німеччина German Albums (Offizielle Top 100)       | 1               |
| Greek Albums (IFPI)                                | 1               |
| Угорщина Hungarian Albums (MAHASZ)                 | 1               |
| Ірландія Irish Albums (IRMA)                       | 13              |
| Італія Italian Albums (FIMI)                       | 2               |
| Japanese Albums (Oricon)                           | 79              |
| Норвегія Norwegian Albums (VG-lista)               | 3               |
| Польща Polish Albums (ZPAV)                        | 1               |
| Шотландія Scottish Albums (OCC)                    | 10              |
| Spanish Albums (AFYVE)                             | 2               |
| Швеція Swedish Albums (Sverigetopplistan)          | 1               |
| Швейцарія Swiss Albums (Schweizer Hitparade)       | 2               |
| Велика Британія UK Albums (OCC)                    | 9               |
| Велика Британія UK Independent Albums (OCC)        | 1               |
| США Billboard 200                                  | 8               |

| Чарт (2001)                                       | Позиція |
| ------------------------------------------------- | ------- |
| Austrian Albums (Ö3 Austria)                      | 53      |
| Belgian Alternative Albums (Ultratop Flanders)    | 49      |
| Belgian Albums (Ultratop Wallonia)                | 39      |
| Canadian Albums (Nielsen SoundScan)               | 153     |
| Danish Albums (Hitlisten)                         | 57      |
| European Albums (Music & Media)                   | 30      |
| Finnish Albums (Suomen virallinen lista)          | 58      |
| French Albums (SNEP)                              | 59      |
| German Albums (Offizielle Top 100)                | 13      |
| Italian Albums (FIMI)                             | 28      |
| Swedish Albums (Sverigetopplistan)                | 47      |
| Swedish Albums & Compilations (Sverigetopplistan) | 64      |
| Swiss Albums (Schweizer Hitparade)                | 39      |

## Сертифікації
| Регіон                                                                                          | Сертифікація | Продажі    |
| ----------------------------------------------------------------------------------------------- | ------------ | ---------- |
| Австрія (IFPI Austria)                                                                          | Золотий      | 20 000*    |
| Бельгія (BEA)                                                                                   | Золотий      | 25 000*    |
| Канада (Music Canada)                                                                           | Золотий      | 50 000^    |
| Фінляндія (IFPI Finland)                                                                        | Золотий      | 15,450     |
| Франція (SNEP)                                                                                  | Золотий      | 100 000*   |
| Німеччина (BVMI)                                                                                | Платиновий   | 300 000^   |
| Італія                                                                                          | —            | 150,000    |
| Польща (ZPAV)                                                                                   | Золотий      | 35 000*    |
| Іспанія (PROMUSICAE)                                                                            | Золотий      | 50 000^    |
| Швеція (IFPI Sweden)                                                                            | Золотий      | 40 000^    |
| Швейцарія (IFPI Switzerland)                                                                    | Золотий      | 20 000^    |
| Велика Британія (BPI)                                                                           | Золотий      | 100 000*   |
| США (RIAA)                                                                                      | Золотий      | 500 000^   |
| Підсумки                                                                                        |              |            |
| Європа (IFPI)                                                                                   | Платиновий   | 1 000 000* |
| Worldwide                                                                                       | —            | 3,000,000  |
| *продажі, що базуються лише на сертифікаціях ^відвантаження, що базуються лише на сертифікаціях |              |            |